# Vid Jesu hjärta, där är lugnt
Vid Jesu hjärta, där är lugnt är en sång med text från 1867 av Lina Sandell, musiken som är av okänt ursprung fanns först publicerad i Ahnfelts samlingar 1877.

## Publicerad i
- Svenska Missionsförbundets sångbok 1920 som nr 251 under rubriken "Trosvisshet"
- Frälsningsarméns sångbok 1929 som nr 364 under rubriken "Jubel, erfarenhet och vittnesbörd".
- Musik till Frälsningsarméns sångbok 1930 som nr 364
- Sionstoner 1935 som nr 384 under rubriken "Nådens ordning: Trosliv och helgelse"
- Guds lov 1935 som nr 290 under rubriken "En kristens saliga frid och trygghet"
- Frälsningsarméns sångbok 1968 som nr 429 under rubriken "Erfarenhet och vittnesbörd".
- Lova Herren 1988 som nr 532 under rubriken "Guds barns tröst i kamp och prövning".